# Edison Lighthouse
Edison Lighthouse byla anglická hudební skupina, která patřila k představitelům stylu bubblegum pop. Vznikla v roce 1970 v Londýně jako jeden z projektů zpěváka Tonyho Burrowse, jehož doplnili najatí studioví hudebníci. Název je slovní hříčkou, spojující Eddystonský maják (Eddystone Lighthouse) a Thomase Alvu Edisona. Největším hitem byla skladba Tonyho Macauleyho a Barryho Masona „Love Grows (Where My Rosemary Goes)“, která se držela pět týdnů na čele žebříčku UK Singles Chart. Poté Burrows skupinu opustil, zbylí členové vydali ještě singly „It's Up to You, Petula“, „What's Happening“ a „Find Mr. Zebedee“ a dlouhohrající album Already, ale Edison Lighthouse zůstali skupinou jediného hitu a v roce 1977 ukončili činnost. Ve 21. století vznikly dvě skupiny téhož názvu, vystupující s původním repertoárem: v Anglii obnovil Edison Lighthouse člen původní sestavy Brian Huggins a držitelem práv pro koncertování v USA je Les Fradkin. 